# Cascame

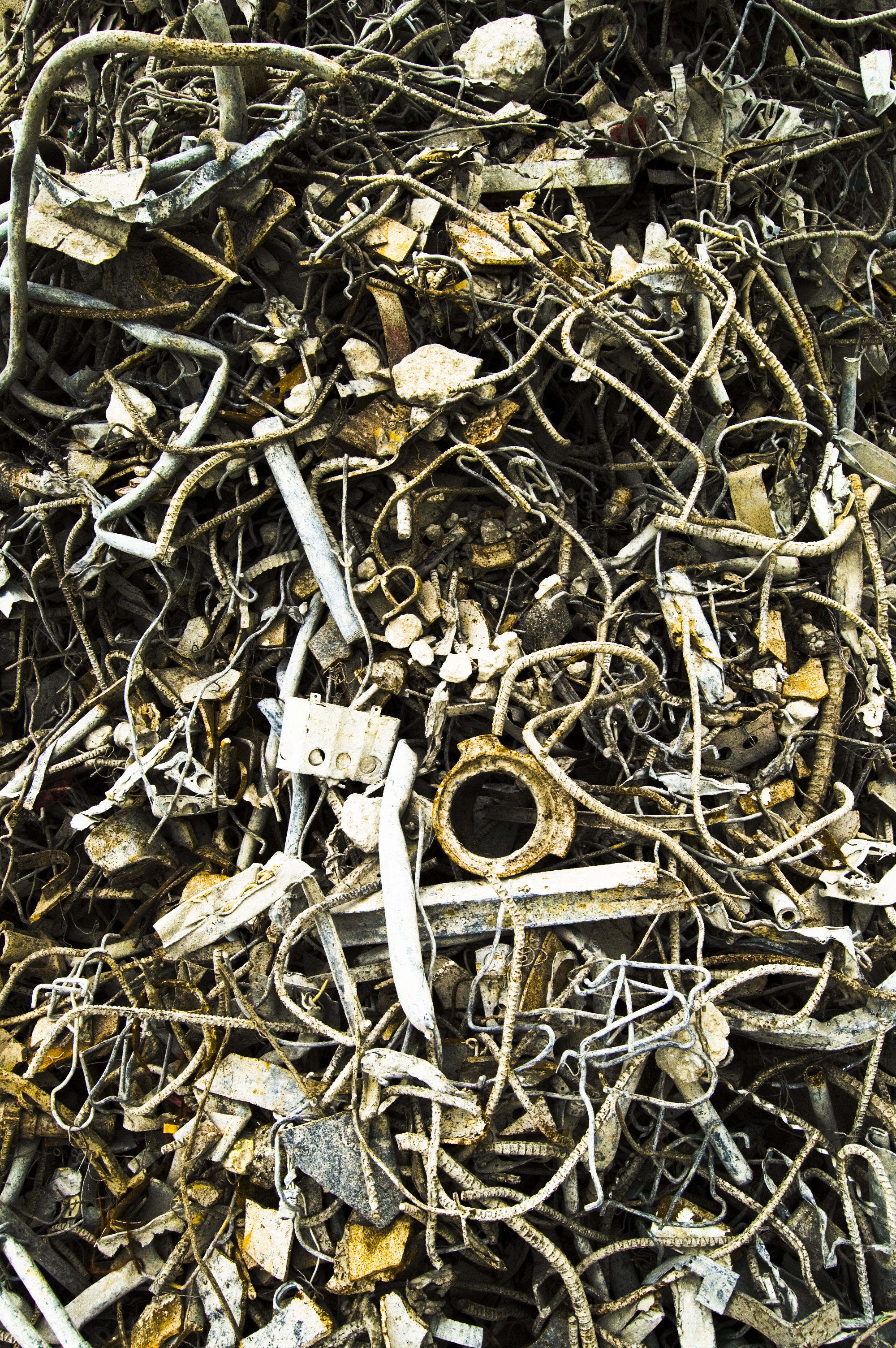
Cascami di metallo.

I cascami (al singolare cascame) è la denominazione generica per indicare i residui utilizzabili provenienti dalla lavorazione di un altro prodotto, del quale diminuisce perciò il costo di produzione.
Possono venir lavorati dalla industria stessa che li ha prodotti, oppure vengono utilizzati da consumatori speciali (ad esempio i cascami di pasta alimentare sono usati nell'alimentazione del pollame, quelli del cuoio nella produzione di colla).
Particolare importanza hanno i cascami dell'industria tessile: nel caso specifico del cotone, il ciclo di lavorazione sfrutta le fibre dai 16 ai 50 mm, mentre esclude le fibre aventi lunghezze inferiori ai 16 mm; dette fibre non possono essere dunque usate ma subiscono una lavorazione speciale, con macchinari specificatamente studiati, atte a produrre un filato con caratteristiche qualitative inferiori a quelle del filato di prima produzione.
Lavorazione simile avviene anche per i cascami di fibre di lana, canapa, lino, seta e molti altri, detti genericamente stoppa.